# Línea 701 (Suburbanos Montevideo)

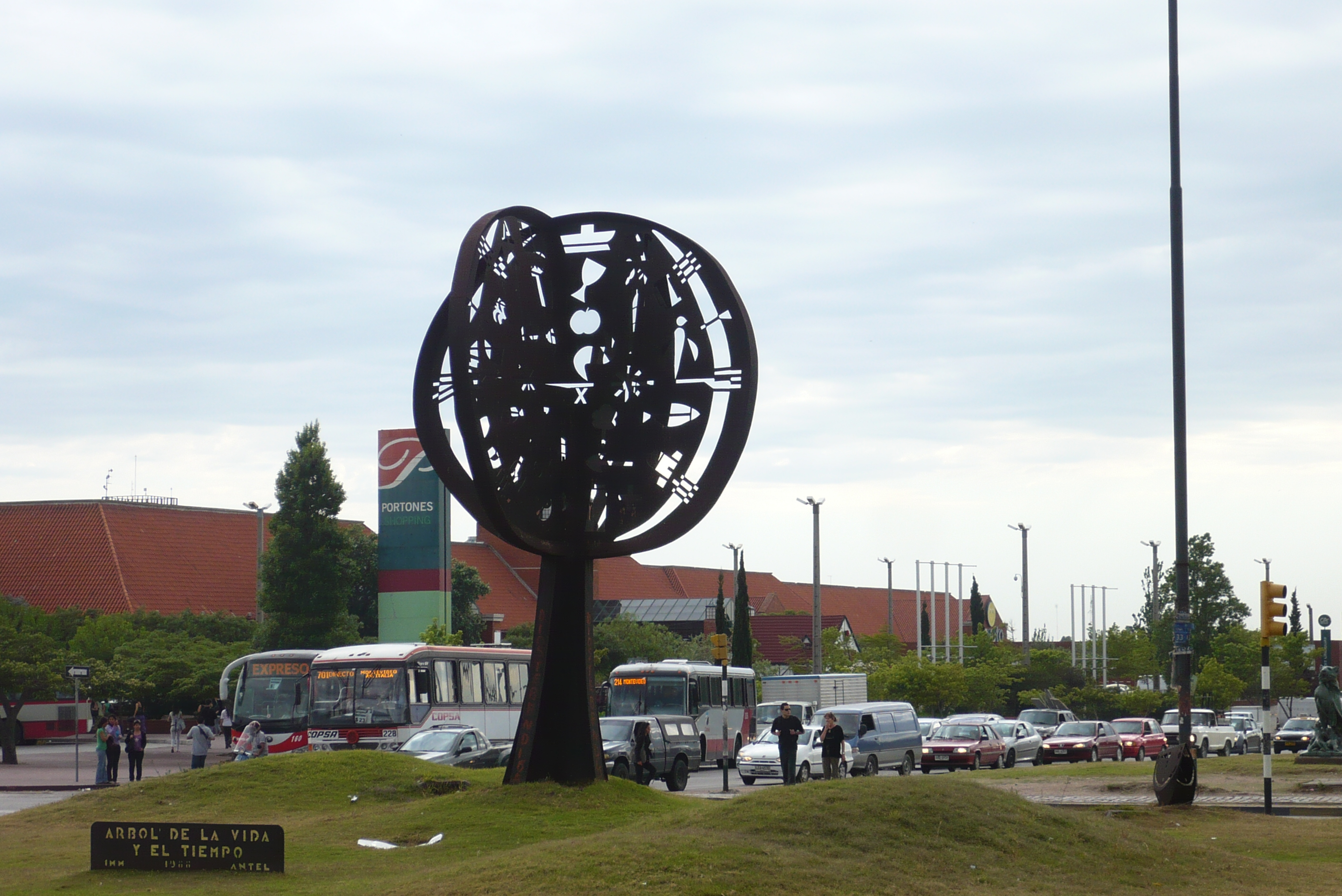
Línea 701 circulando por Avenida Italia

La línea 701 de la red de transporte  suburbano une la ciudad de Montevideo con Pando.

## Características
Existe una variante de la línea denominada 701-704 que funciona durante la noche y solamente parte desde Montevideo hacia Pando. Cumple el mismo recorrido que el servicio normal del 701, pero luego de salir del Aeropuerto se dirige por Ruta 101 y Ruta 102 hasta Zonamerica, para luego volver por Ruta 102 hasta Ruta 101 y continuar con el recorrido normal.

## Recorridos
| Partida Andén (Estación Baltasar Brum) - Galicia - Julio Herrera y Obes - Paysandú - República - Democracia - Daniel Muñoz - Eduardo Víctor Haedo - Avenida Italia - Av. Bolivia - Av. Juan Bautista Alberdi - Havre - Pedro Domingo Murillo - Cooper - Camino Carrasco - Avenida Wilson Ferreira Aldunate - Ruta 101 - (Aeropuerto Internacional de Carrasco) - Ruta 101 - Ruta 8 - Dr. Luis Correch - Dr. César Piovene - Canelones - Transfiguración Iturria - Gral. José Artigas - Venezuela - Vicente Gorostiaga - Terminal Pando de la Compañía de Ómnibus de Pando | Regreso (Terminal Pando) - Vicente Gorostiaga - Transfiguración Iturria - Francisco Menezes - Ruta 8 - 101 - (Aeropuerto Internacional de Carrasco) - Ruta 101 - Avenida Wilson Ferreira Aldunate - Camino Carrasco - Cooper - Av. Juan Bautista Alberdi - Av. Bolivia - Avenida Italia - Dr. Salvador Ferrer Serra - Martín C. Martínez - Avda. Uruguay - Ciudadela - Paysandú - Andes - (Estación Baltasar Brum) |

| Desde Terminal Baltasar Brum hacia Aeropuerto (recorrido similar a la línea 701) - (Aeropuerto Internacional de Carrasco) - Ruta 101 - 102 - Ruta 8 - Zonamerica - Ruta 8 - 102 - 101 - (Aeropuerto Internacional de Carrasco) Desde Aeropuerto hacia Terminal Baltasar Brum (recorrido similar a la línea 701) |

## Zonas
La línea 701 recorre los siguientes barrios de Montevideo: Centro, Cordón, Tres Cruces, Parque Batlle, La Blanqueada, Buceo, Unión, Malvín Nuevo, Malvín Norte, Punta Gorda, Parque Rivera, Portones, Carrasco y Carrasco Norte, como también las ciudades de Paso Carrasco, Ciudad de la Costa, Líber Seregni, Barros Blancos y Pando de Canelones. 

## Frecuencia
- 1 unidad cada entre 20 minutos y 30 minutos, hábiles y sábados.
- 1 unidad cada 30 y 40 minutos los domingos.